# 重力刀

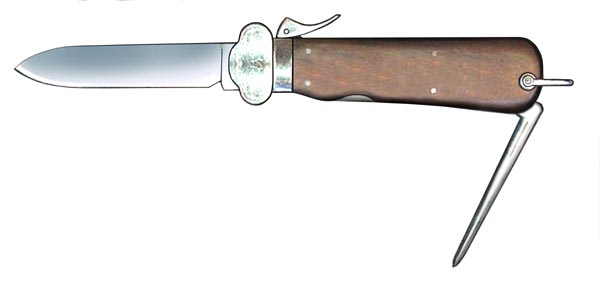
重力刀

重力刀（Gravity Knife），用單手打開保險後，押住保險且將刀頭朝下，此時刀刃便會受重力影響而從握柄中掉出，十分簡單但耐用／實用的設計。